# Lemferdinge
Lemferdinge was de naam van een havezate en is de naam van een landgoed in de Drentse plaats Eelde. Het hart van het landgoed werd ooit gevormd door het Huis Lemferdinge. Dit gebouw heeft een lange geschiedenis: ooit stond er op deze plek al een groot landhuis, met een bijbehorende gracht, ophaalbrug en twee schathuizen.

## Geschiedenis
In 1447 werd Lemferdinge voor het eerst in documenten genoemd. Hoelang Lemferdinge daarvoor al bestond is onbekend. Oorspronkelijk was Lemferdinge in het bezit van de familie Ter Borch uit Eelde. Door vererving kwam Lemferdinge in het bezit van leden van de familie Van Dulmen. Deze verkochten het in 1653 aan de ritmeester Joost van Welvelde. Deze probeerde tot drie keer toe, vanwege het bezit van het Huis Lemferdinge, dat hij als havezate aanmerkte, toegang tot de Drentse Ridderschap te verkrijgen. Dit verzoek werd door de Landdag afgewezen. In 1720 was Lemferdinge in het bezit gekomen van Samuel Nijsingh, die behalve Lemferdinge ook De Nijborg, De Braak en het Nijsinghhuis in deze omgeving bezat. Na het overlijden van zijn weduwe moest Lemferdinge vanwege de opgelopen schulden worden verkocht. De nieuwe eigenaar was Frederik Otto van Dörnberg Heiden, deze bezat al het recht van havezate, dat verplaatst was van het Mepschehuis te Eelde naar een keuterij. Door deze kunstgreep kon de nieuwe eigenaar in 1766 worden toegelaten tot de Ridderschap. Lang heeft Lemferdinge de status van havezate niet gehad, want in 1788 werd het recht alweer verlegd naar een erve te Paterswolde. Van Dörnberg deed het huis in 1790 weer van de hand. Tijdens de Franse tijd was het huis in het bezit van de luitenant-generaal Jean Baptiste Dumonceau, bevelhebber van het Bataafse leger in het noorden. De familie bewoonde het huis onregelmatig en vertrok in 1806, maar bleef nog wel eigenaar. In die periode had het huis te lijden onder het noodweer van 9 november 1800 en in de zomer van 1811. Toen het werd verkocht in 1811 was het in slechte staat. Het huis werd daarop afgebroken met uitzondering van het westelijke schathuis. Dit schathuis kreeg in de 19e eeuw de naam Lemferdinge, genoemd naar de voormalige havezate. Dit huis heeft diverse eigenaren gekend, waaronder de landeigenaar en paardenfokker Toon de Marees van Swinderen. In 1953 werd het huis na het overlijden van de laatste eigenaar, Gesina Bähler-Boerma, de weduwe van de vrijzinnige predikant en christen-anarchist Louis Adriën Bähler, verkocht aan de Vereniging Ons Dorpshuis, maar werd beheerd door de stichting Bähler-Boerma Lemferdinge, die het in 1983 in eigendom verkreeg. In 1994 kreeg het gebouw de status van rijksmonument en daarna werd het gerestaureerd. Het gebouw wordt onder meer gebruikt als trouwlocatie van de gemeente Tynaarlo. De bovenverdieping is in gebruik als expositieruimte. Sinds 2003 is het landgoed Lemferdinge onderdeel van de stichting Het Drentse Landschap. Rondom het huis bevindt zich een bijna drie hectare groot parkbos, enkele eeuwenoude tuinen, een oude waterput en een boomgaard uit de 19e eeuw.

## Externe link

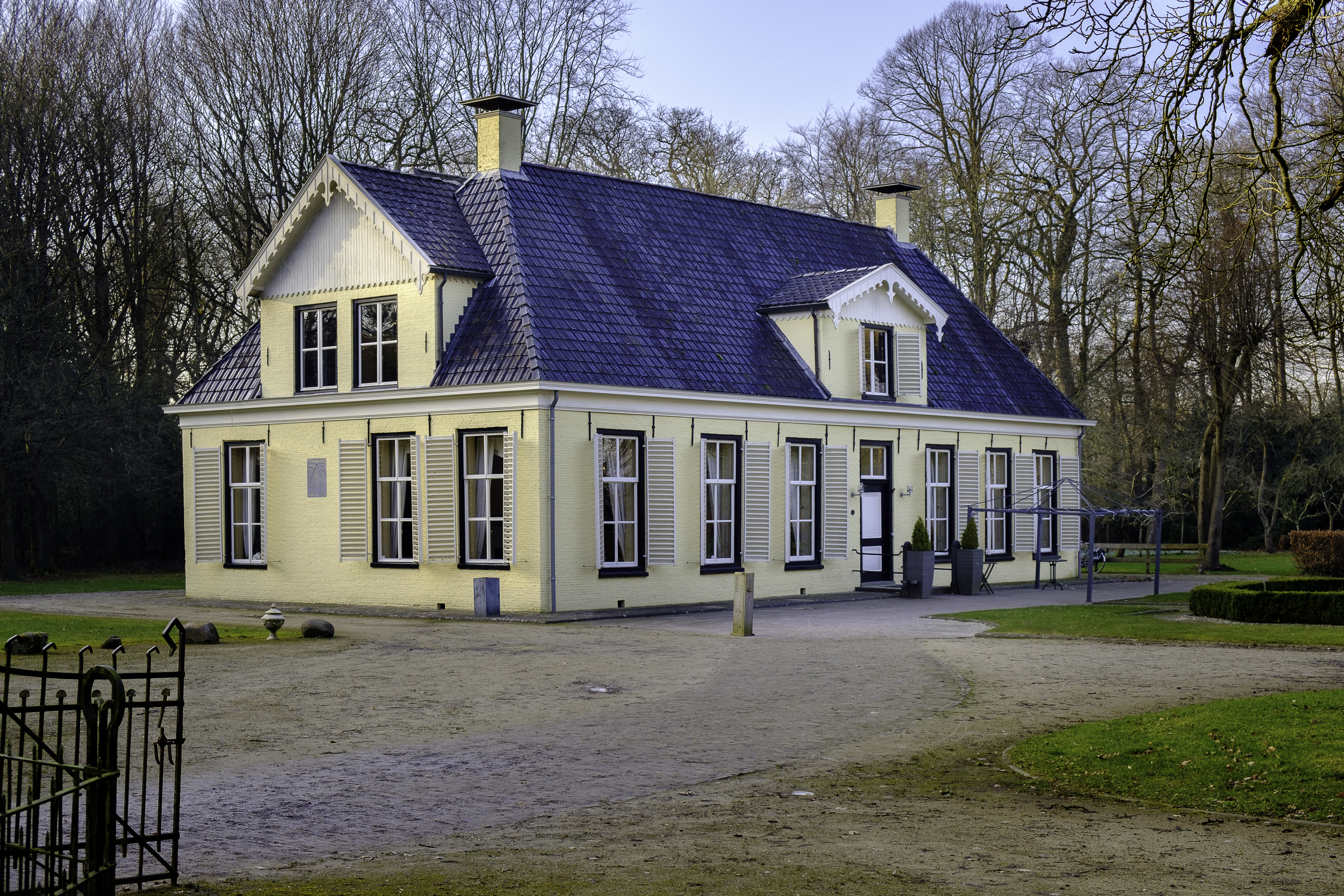
Schathuis
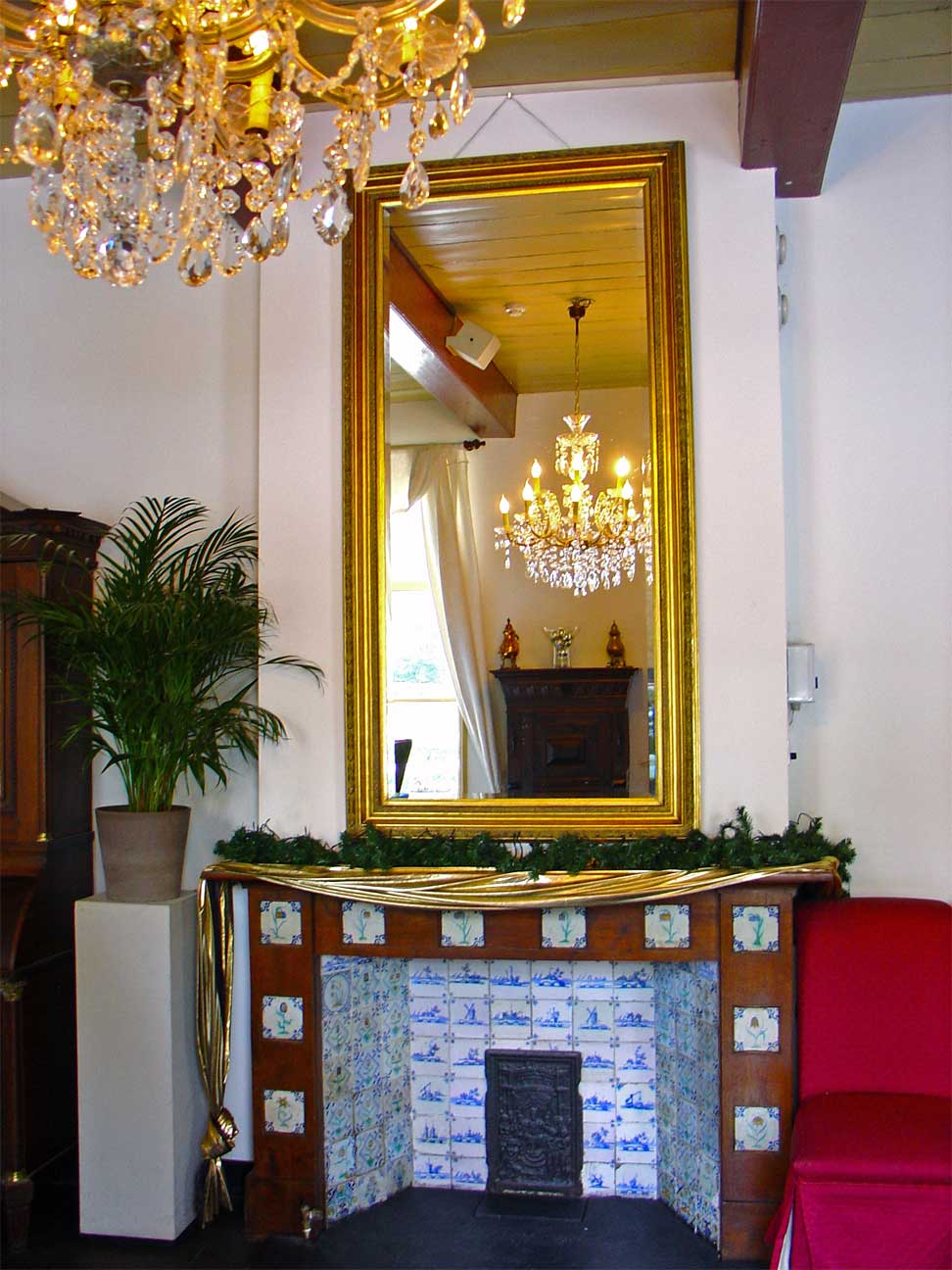
Schouw